# Ostearius muticus
Ostearius muticus är en spindelart som beskrevs av Gao, Gao och Zhu 1994. Ostearius muticus ingår i släktet Ostearius och familjen täckvävarspindlar. Inga underarter finns listade i Catalogue of Life.